# Игор Станойоски
Игор Станойоски (на македонска литературна норма: Игор Станојоски) е северномакедонски писател, лингвист и преводач, автор на произведения в жанра драма и трилър. Той е водещ писател от новото поколение в съвременната северномакедонска литература.

## Биография и творчество
Игор Станойоски е роден на 23 май 1979 г. в Копенхаген, Дания, в северномакедонско семейство. Следва македонска филология с обща и сравнителна литература във Филологическия факултет „Блаже Конески“ на университета „Св. св. Кирил и Методий“ в Скопие.
След дипломирането си, в периода 2003 – 2006 г. и след това в периода 2008 – 2009 г. работи в Университета на Лвов. В периода 2005 – 2009 г. работи в Силезийския университет в Катовице. Там през 2009 г. получава докторска степен с дисертация на тема „Проблемът с намесата в изучаването на македонския език в Полша и Украйна“. В периода 2009 – 2010 г. работи в Масариковия университет в Бърно, Чехия. От 2011 г. се занимава с писане, превод и работи като външен сътрудник и доцент във Филологическия факултет на университета „Гоце Делчев“ в Щип. Автор е на 4 книги в областта на лингвистиката.
Първият му роман „Гаргара“ е издаден през 2014 г. Емблематичният бар „Гаргара“ привлича през 1962 г. интелектуалци, които не приемат режима. Те са приканени да споделят свои мисли или истории в книгата за похвали и оплаквания. КГБ внедряват свой човек сред тях, но когато властите предприемат акция срещу бара, собственикът му мистериозно изчезва, както и агентът на КГБ, ръководещ операцията, създавайки градска легенда, пълна със загадки. През 2004 г. млад човек отваря на същото място бар със същото име, и опитва да открие истината за събитията. Романът получава възторжени оценки от критиката и е номиниран за най-големите литературни награди в Северна Македония.
През 2017 г. е издаден романът му „Диссомнии“. Главните герои, 29-годишен писател и Настя, неговата годеница и успешна журналистка, живеят в Украйна и имат противоположните възгледи за революцията на Майдана. Търсейки спокойствие и вдъхновение, писателят се завръща в Северна Македония, където някога е загинало семейството му в автомобилна катастрофа. В дома му в планинско село започван да се случват някои сюрреалистични събития. През 2018 г. романът получава наградата „Рациново признание“.
Игор Станойоски живее от 1983 г. със семейството си в Скопие.

## Произведения

### Самостоятелни романи
- Гаргара (2014)[1]
Гаргара, изд.: ИК „Персей“, София (2018), прев. Деница Проданова[3]
- Првиот универзитетски ден на мојата ќерка (2016)
- Диссомнии (2017) – награда „Рациново признание“
- Полиглот (2023)

### Документалистика
- Прекажувањето изразено со минатите времиња во македонскиот наспроти бугарскиот јазик (2019)[1]

### Преводи
- Војната нема женско лице – от Светлана Алексиевич[1]
- Скала – от Евгения Кузнецова
- Моцарт 2.0 – от Дорж Бату
- Реконструкција – от Викторие Ханишова
- Хотел Вартбург – от Зоран Жмирик